# Triplectides helvolus
Triplectides helvolus là một loài Trichoptera trong họ Leptoceridae. Chúng phân bố ở miền Australasia.